# Паметник на Сталин (Варна)
 Тази статия е за паметника на Сталин във Варна.  За паметника в София вижте Паметник на Сталин (Борисова градина).  
Паметникът на Сталин е паметник във Варна в чест на Йосиф Сталин, съществуващ от 1950 до 13 март 1962 г.

## История
Паметникът е поставен в центъра на кръгла градинка на 22 m след колоните на входа на Морската градина. През 1949 г. Варна е преименувана на Сталин. За негова слава и по повод 70-годишнината му, е взето решение за изграждане на паметник. Проектът е възложен на скулптора Христо Боев. През 1950 г. започва изграждането на целия паметник. Паметникът се направи в цял ръст, от гипс, с временен характер. Откриването става изключително тържествено с военноморската духова музика и с оръдейни залпове, в присъствието на Вълко Червенков. Създателите на паметника не са допуснати сред официалните гости. След около 2 години и няколко ремонта на гипсовия паметник е решено да бъде изграден нов паметник. Проектът отново е възложен на скулптора Христо Боев. Постаментът е изграден от бяла чукана мозайка, а паметникът отново от гипс. В него е поставена метална конструкция с височината на скулптурата. Новият паметник на Сталин е изграден от Христо Боев и Васил Ставрев. След многократни ремонти – запушвания и измазвания, през нощта срещу 13 март 1962 г. паметникът на Сталин е бързо демонтиран и при изключителни мерки за сигурност от страна на милицията. За 20 минути паметникът е разрушен, мястото е почистено, разрохкано, посят е райграс и са поставени цветя в саксийки от разсадника.